# Johannes von Krakau

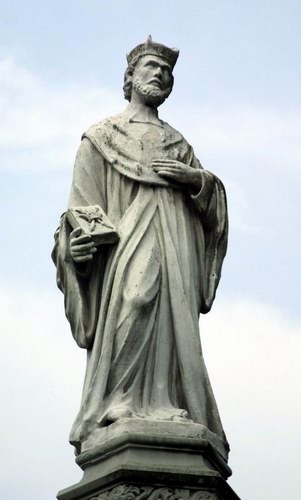
Statue des heiligen Johannes Cantius auf dem Marktplatz von Kęty

Der heilige Johannes von Krakau (* 23. Juni 1390 in Kęty, Polen; † 24. Dezember 1473 in Krakau; lateinisch Johannes Cantius) war ein Priester der Diözese Krakau und Theologieprofessor an der dortigen Jagiellonen-Universität. Er wird in der katholischen Kirche als Heiliger verehrt.

## Biographie
Sein Beiname Cantius leitet sich vom latinisierten Namen seines Geburtsortes ab, wo er als Sohn einer bäuerlichen Familie aufwuchs. Als Jugendlicher wurde er an die Universität in Krakau gesandt, wo er durch Auffassungsvermögen und Frömmigkeit auffiel.
Er machte den Doktor der Theologie, wurde zum Priester geweiht und nahm die Lehrtätigkeit als Professor an der Universität auf.  Nach einer kurzen Zeit als Pfarrer der Stadt Olkusz kehrte er nach Krakau zurück, um dort als Professor für die Heilige Schrift zu wirken. Zugleich war er Kanonikus am Krakauer Stift St. Florian und zugleich Pfarrer.
Während seines Lebens unternahm er vier Wallfahrten nach Rom und eine nach Jerusalem. 
Sein erster Biograph Michał Miechowita überliefert Gründe für die Heiligkeit des Priesters: Dieser sei von einer tiefen Demut und Nächstenliebe geprägt gewesen, habe seinen Besitz den Armen gegeben und habe sich in vielen Werken der Buße geübt. 
Johannes von Krakau verstarb am 24. Dezember 1473 in Krakau und wurde schon bald als Heiliger verehrt. Am 28. März 1676 wurde er von Papst Clemens X. seliggesprochen, am 16. Juli 1767 folgte seine Heiligsprechung durch Papst Clemens XIII. Sein Gedenktag war zunächst der 20. Oktober, seit der Kalenderreform 1969 ist es der 23. Dezember.
Sein Leichnam liegt in der St.-Anna-Kirche in Krakau begraben, nach seiner Beisetzung entwickelte sich der Ort rasch zu einer Pilgerstätte.